# Zierenberg
Zierenberg è un comune tedesco di 6 604 abitanti,, situato nel land dell'Assia.

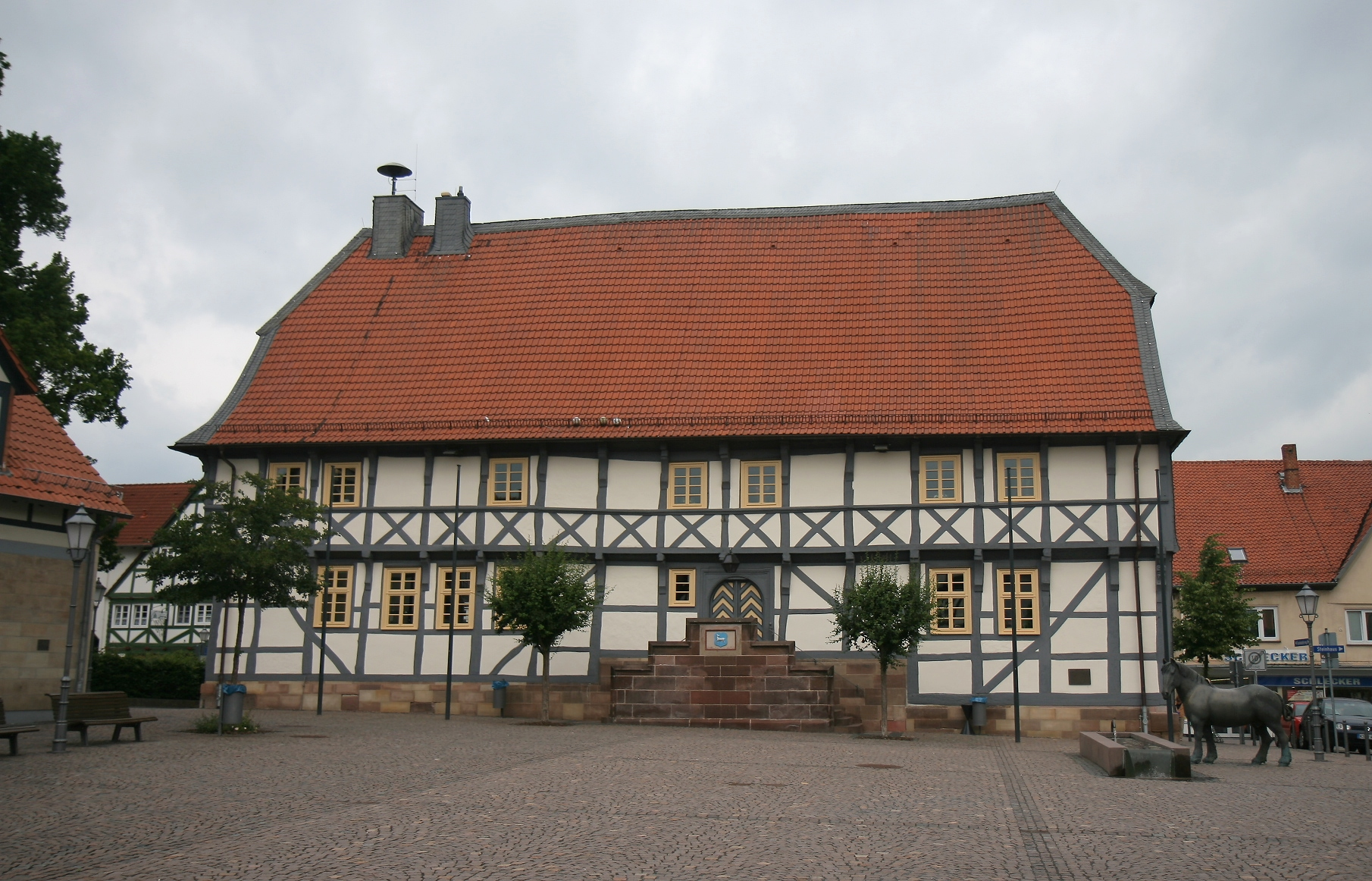
Municipio

## Amministrazione

### Gemellaggi
È gemellato con:
- Gattatico
- Sant'Ilario d'Enza